# Sint-Pieterskerk (Leuze-en-Hainaut)

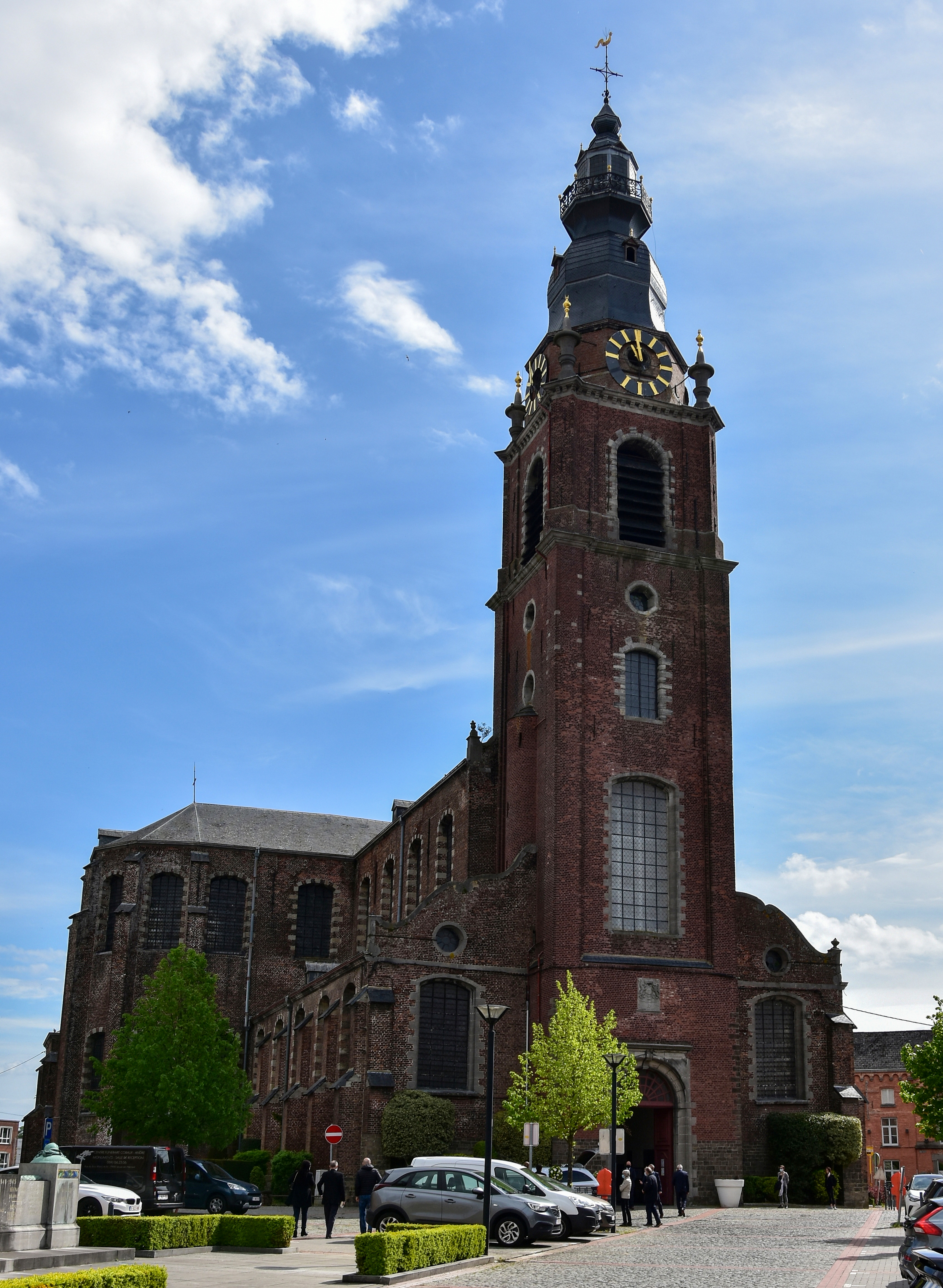
De Sint-Pieterskerk

De Sint-Pieterskerk (Frans: collégiale Saint Pierre) is een kerkgebouw in de Belgische gemeente Leuze-en-Hainaut, toegewijd aan Petrus.
De grote collegiale kerk van Sint-Pieter werd in 1745 gebouwd op de plaats van de oude gotische kerk die door brand werd verwoest. De soberheid van de voorgevel staat in contrast met de majesteit van het interieur. Men kan het 18e-eeuwse houtwerk zien: de lambrisering in Lodewijk XV-stijl, waarin de biechtstoelen zijn opgenomen en die is gebeeldhouwd met verschillende motieven, de preekstoel met een geketende Sint Pieter en de orgelkast.

## Galerij

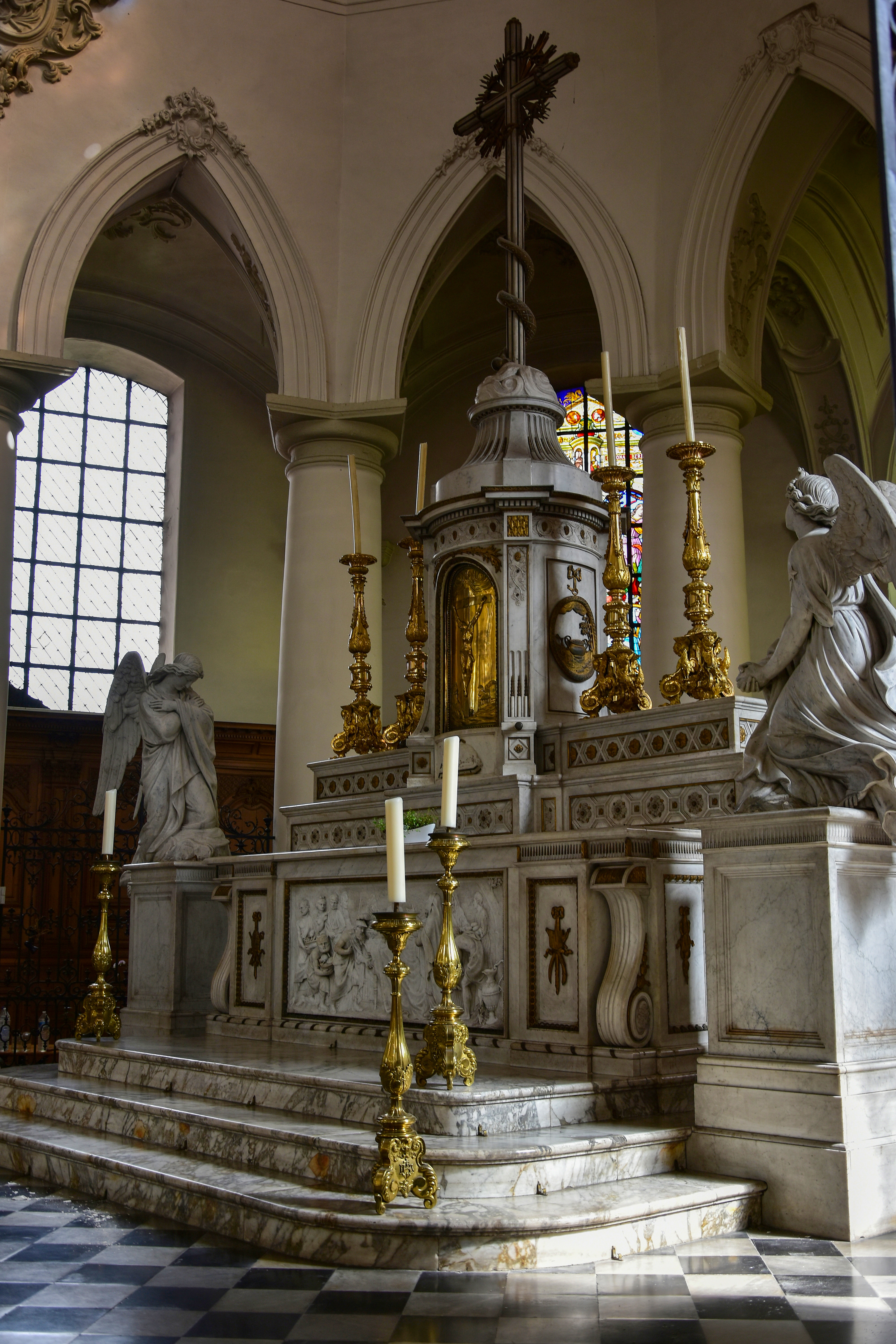
Hoogaltaar
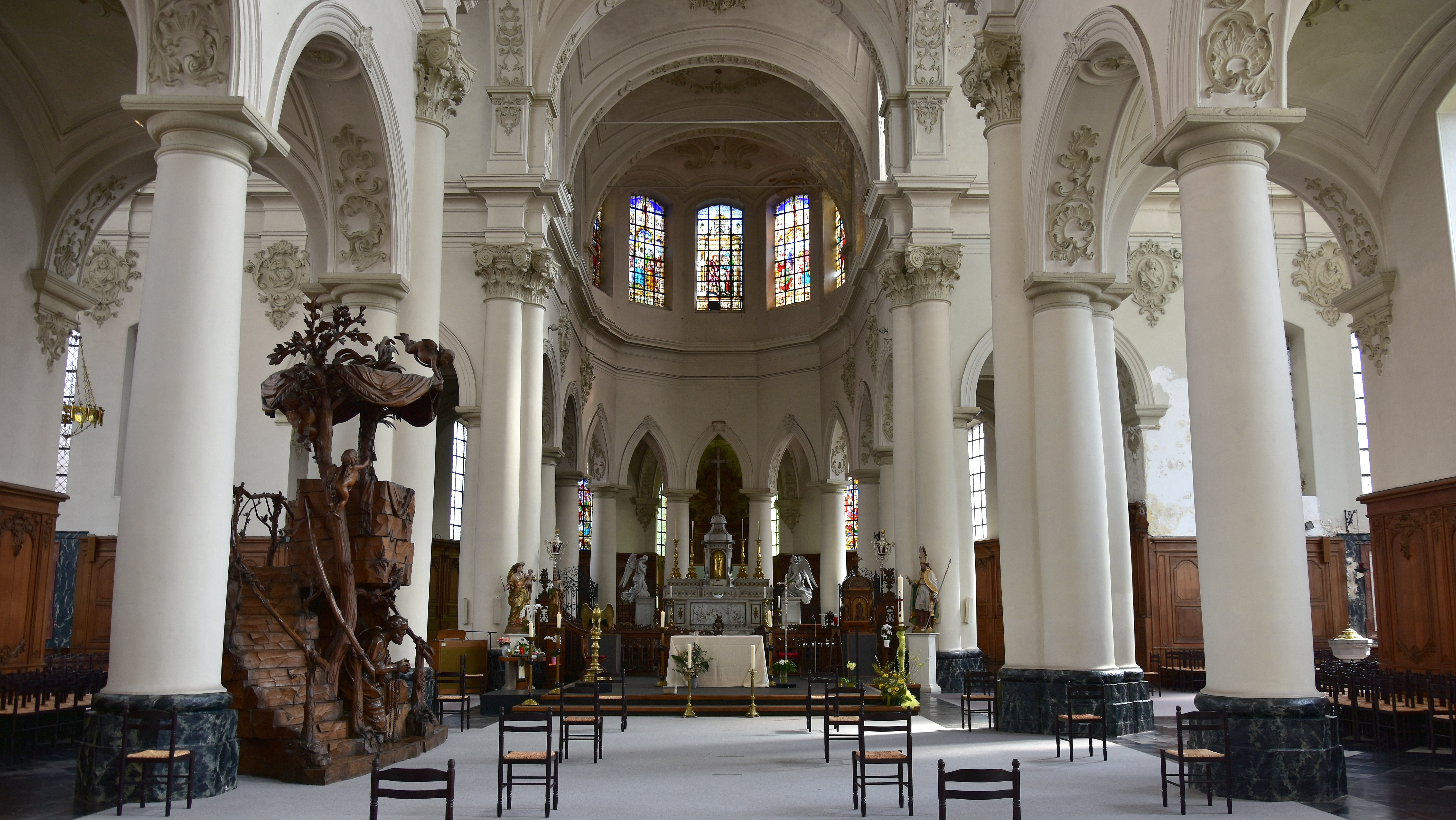
Kerkschip met hoogaltaar
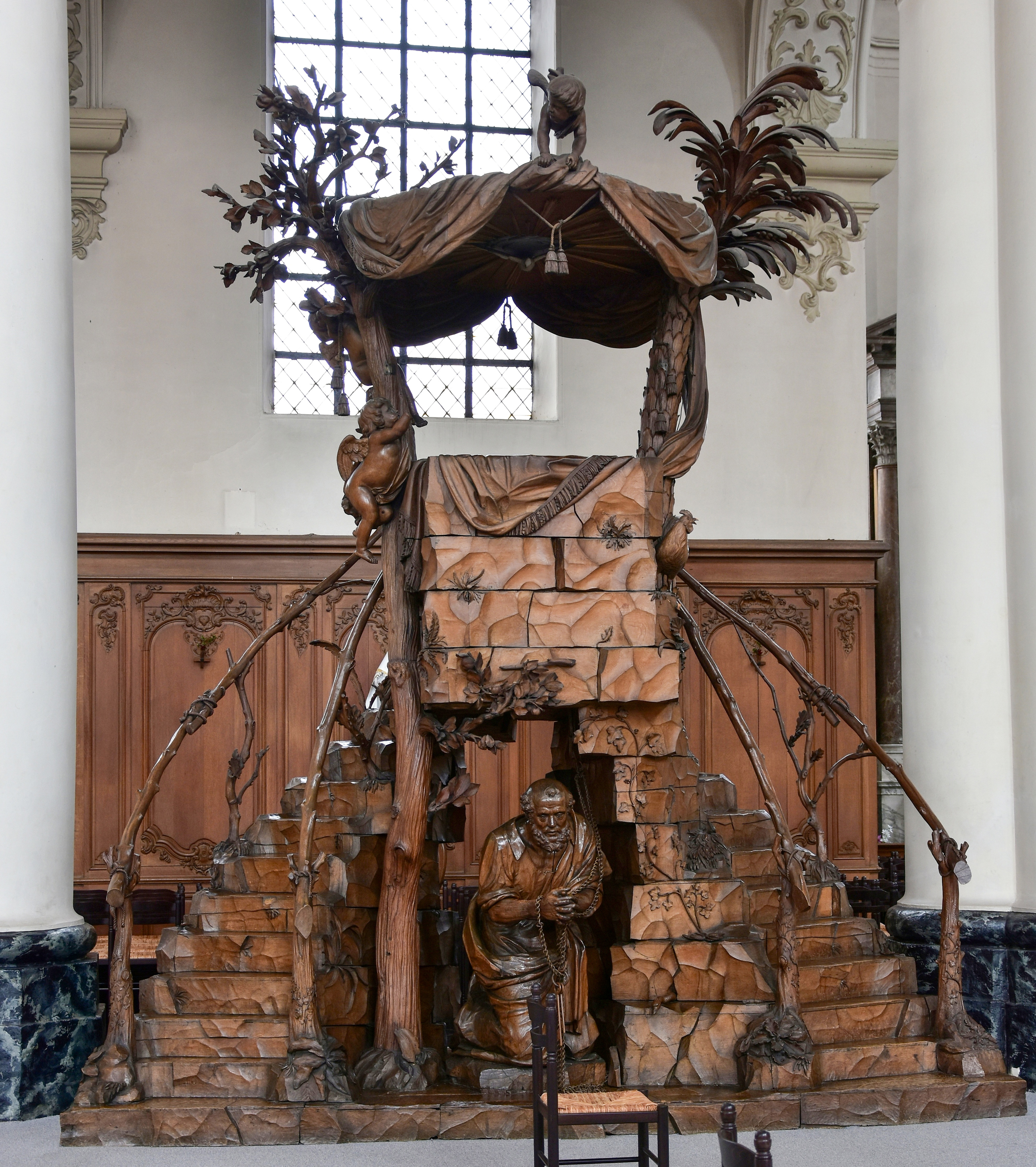
Preekstoel
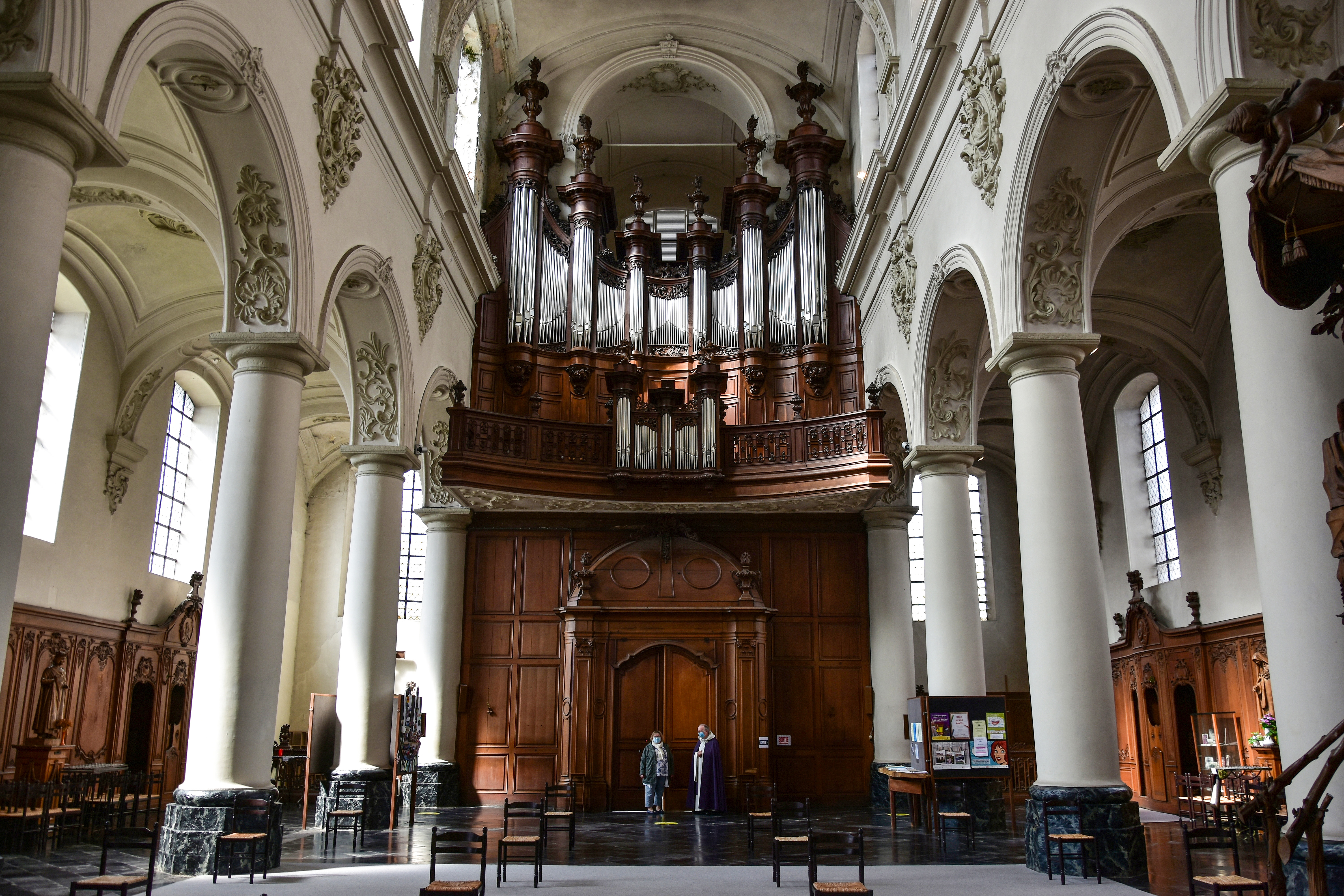
Achterzijde kerkschip met orgel

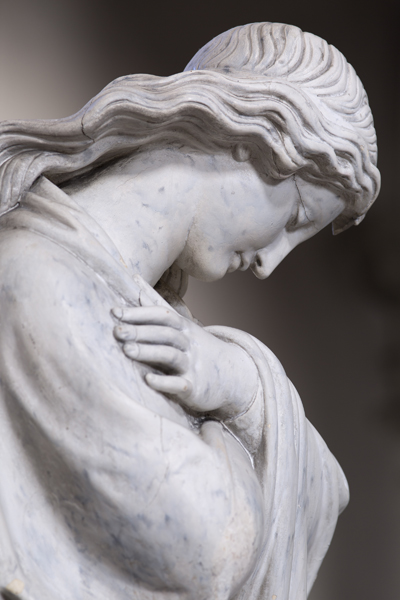
Engel (detail)
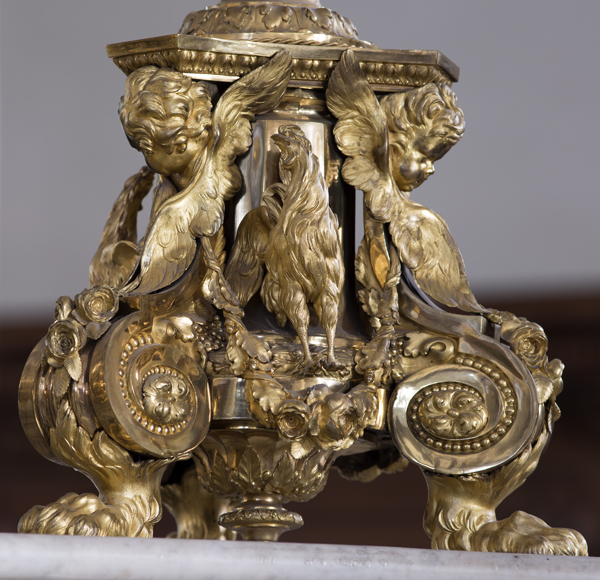
Kandelaar (detail)
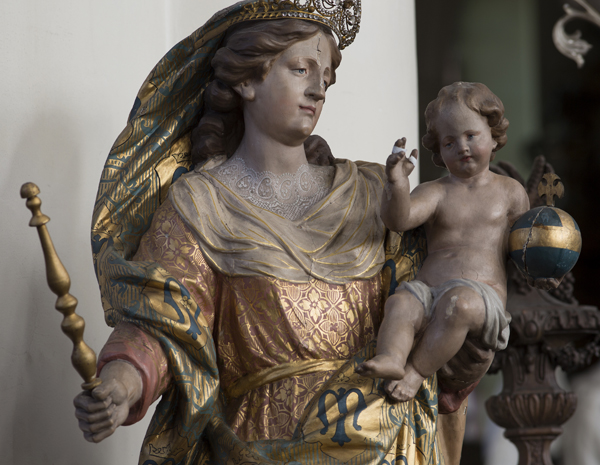
Madonna met kind (detail)
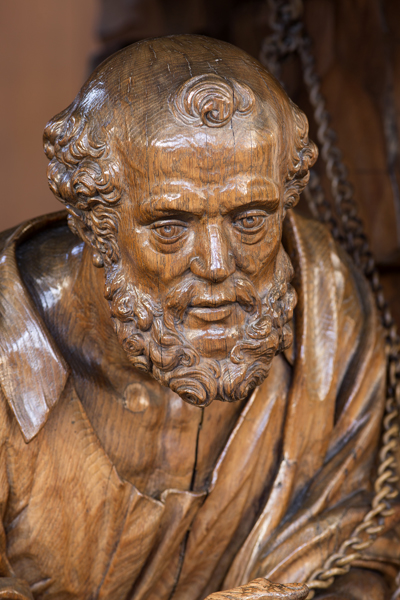
Preekstoel (detail)